# District de Skardu

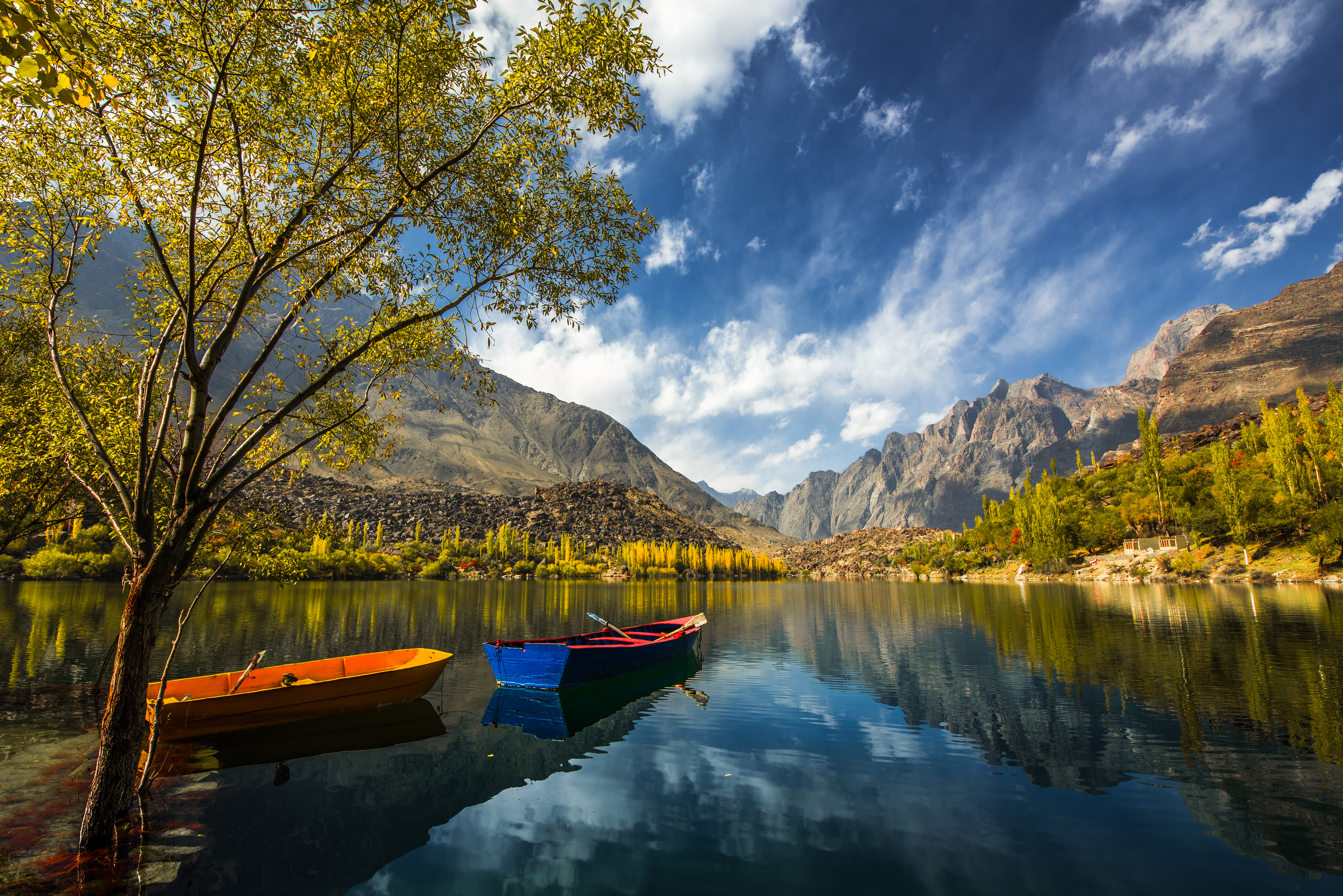
Lac Kachura du haut, dans le district de Skardu. Octobre 2016.

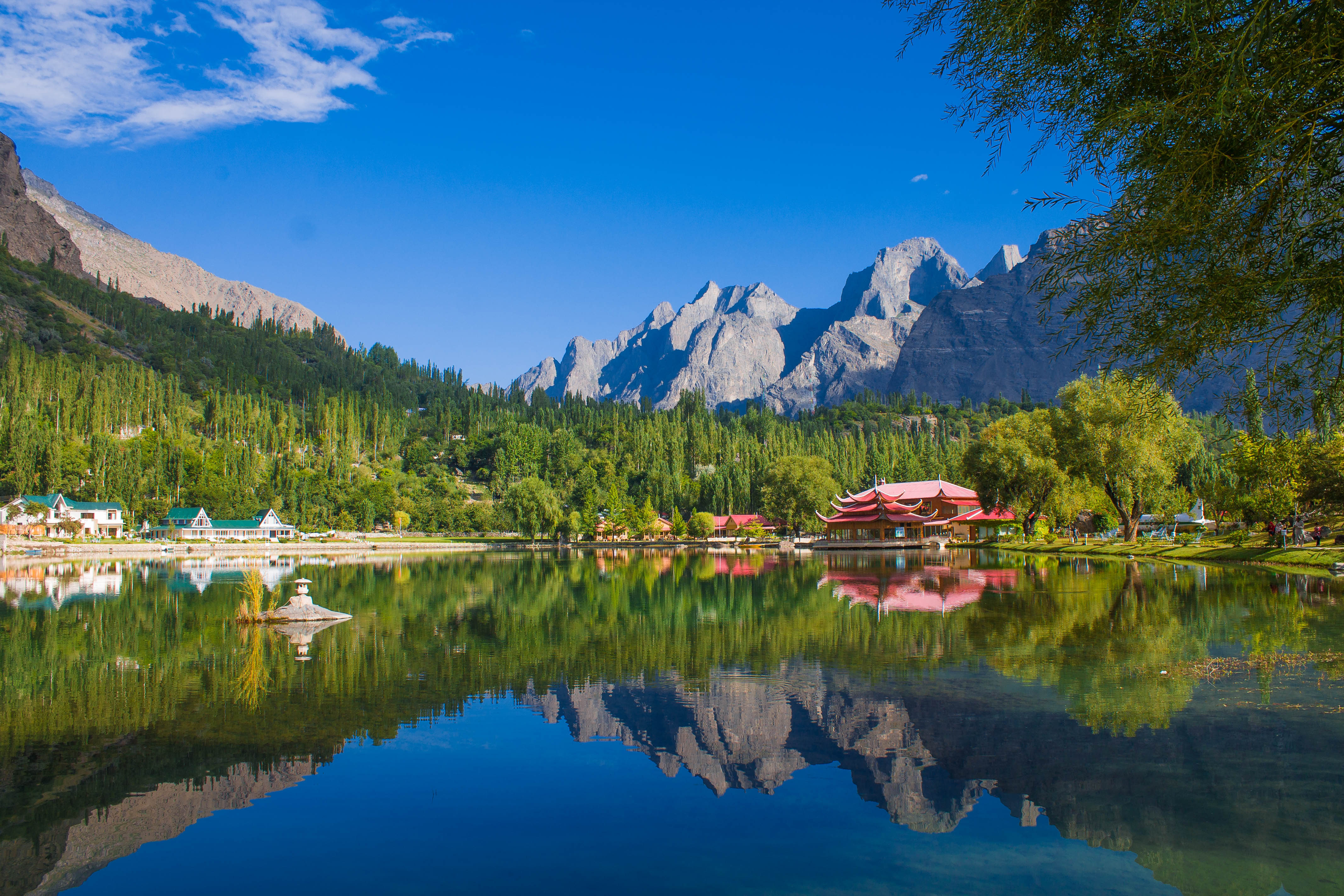
Shangrila au bord du lac Kachura du bas, dans le district de Skardu. Aout 2016.

Le district de Skardu est une subdivision administrative du territoire Gilgit-Baltistan au Pakistan.